# (1563) Noël
(1563) Noël ist ein Asteroid des Hauptgürtels, der am 7. März 1943 vom belgischen Astronomen Sylvain Julien Victor Arend in Ukkel entdeckt wurde.
Der Asteroid ist nach Emanuel Arend benannt, einem Sohn des Entdeckers.